# Jean Gallon

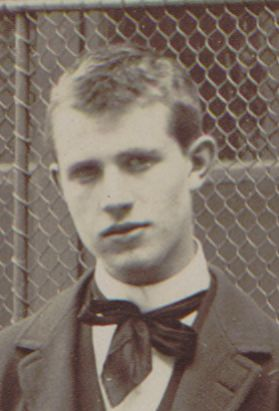
Jean Gallon in 1895

Jean Gallon (Parijs, 25 juni 1878 - aldaar, 23 juni 1959) was een Franse componist en compositieleraar.

## Leven en werken
Zoals zijn broer Noël studeerde Gallon aan het Parijse conservatorium, waar hij van 1906 tot 1914 concerten dirigeerde. Van 1919 tot 1949 gaf hij daar harmonieleer. Tot zijn leerlingen behoorden onder ander Maurice Duruflé, Olivier Messiaen, Henri Challan, Jeanne Demessieux, Jean Rivier en Pierre Sancan. Van 1909 tot 1914 leidde hij het koor van de Parijse opera. 
Hij componeerde een ballet, een mis, zes antifonen voor strijkinstrumenten en orgel en liederen. 